# Stugsunds kyrka
Stugsunds kyrka är en före detta kyrka i Stugsund tillhör Söderhamns församling i Uppsala stift.

## Kyrkobyggnaden
Stugsunds kyrka byggdes ursprungligen som församlingshem. I samband med att Algot Lindholm placerades som sjömansvårdsassistent på orten beslöt Söderhamns församling att ett kombinerat församlingshem med kyrksal och läsrum skulle byggas. Byggnaden är i stort oförändrad än idag. Någon sjömansvård bedrivs ej idag utan lokalen tjänar nu enbart som kyrka. Klockstapeln invigdes 1958. Den ursprungliga klockan, en brandklocka, ersattes 1967 av en fyrskeppsklocka (donerad av Sjöfartsverket).

### Orgel
1971 byggde Walter Thür Orgelbyggen AB, Torshälla en mekanisk orgel med slejflåda. Tonomfånget är på 56/30.
| Manual             | Pedal      | Koppel   |
| Fugara 8' B/D      | Subbas 16' | Man/Ped. |
| Gedackt 8' B/D     |            |          |
| Principal 4' B/D   |            |          |
| Koppelflöjt 4' B/D |            |          |
| Waldflöjt 2' B/D   |            |          |
| Scharf II B/D      |            |          |
| Tremulant          |            |          |